# Elisabeth Boehm
Pour les articles homonymes, voir Boehm.
Elisabeth Merkourievna Boehm (ou Böhm, en cyrillique: Елизавета Меркурьевна Бём), née Endaourova le 24 février 1843 à Saint-Pétersbourg et morte le 25 juillet 1914 dans cette même ville, est une illustratrice et dessinatrice russe.

## Biographie
Elle descend d'une très ancienne famille d'origine tatare convertie à l'orthodoxie. Ses ancêtres portaient le nom d'Indiguir ce qui signifie « coq indien ». Lorsque Ivan III les intègre à la noblesse russe, ils prennent le nom d'Endaourov.
Elle naît le 12 (24) février 1843 à Saint-Pétersbourg, capitale de l'Empire russe et passe la première partie de son enfance au domaine familial de Chtcheptsovo dans le gouvernement de Iaroslavl avec ses trois frères et ses deux sœurs. De 1857 à 1863, elle apprend le dessin à la Société impériale d'encouragement des artistes, rue Bolchaïa Morskaïa en plein centre de la capitale, et termine ses études avec une médaille d'argent. Elle prend aussi des leçons privées auprès d'Ivan Kramskoï et à l'école de l'académie impériale des beaux-arts où elle reçoit une médaille d'encouragement pour sa peinture animalière en 1865.
Elle vit la plupart du temps dans le domaine familial et illustre les œuvres de Nekrassov avec des scènes de la vie paysanne. Elle aime aussi s'adonner à la lithographie de ses propres dessins. Elle épouse en 1867 Ludwig Frantsévitch Boehm (1825-1904), professeur de violon au conservatoire de Saint-Pétersbourg et d'origine autrichienne, de dix-huit ans plus âgé. De cette union, est issue une fille, Elisabeth, en 1868. Ce fut un mariage heureux.
Elisabeth Boehm publie un album de cartes postales en 1875, intitulé Silhouettes, et en 1877 un autre album intitulé Silhouettes de la vie enfantine. Ces albums sont publiés par son oncle Alexeï Iline. En 1880, elle sort un album intitulé Gâteau et en 1882, un autre intitulé  Des souvenirs de la campagne.
Elle collabore avec la maison d'édition Posrednik, où l'avait invitée Tolstoï qui appréciait son travail, ainsi qu'avec l'éditeur Sytine qui lui commandait aussi des dessins personnellement. Au début des années 1890, elle illustre les récits de Leskov. En 1907, elle publie deux albums de cartes postales Un petit peu de tout et Pour mon gentil petit ami, édités par Lapine à Paris.
En plus de cartes postales, elle illustre des journaux à grand tirage comme Niva, et des journaux et revues pour l'enfance, tels qu'« Igrouchka » (Le Petit jouet) en 1882-1886, ou « Malioutka » en 1886-1887 ; elle illustre le conte russe Repka en 1882 et créé des albums pour les enfants comme Les Proverbes en silhouettes (1884), Les Comptines et dictons en silhouettes (1885), L'Alphabet, etc. Elle illustre aussi les contes de Krylov et les Mémoires d'un chasseur de Tourgueniev.
Elisabath Boehm commence à souffrir de la vue à la fin des années 1880 et elle doit abandonner la technique de la silhouette et des petits personnages en 1896. C'est au début du XXe siècle qu'elle commence à se faire un nom à l'étranger. Ses petits personnages sont publiés à Berlin, à Paris, à Londres, à Vienne, etc. et elle reçoit des prix. Ses travaux sont présentés à l'exposition universelle de Paris (1900), à l'exposition de Munich (1902), et à celle de Milan (1906). Pour toutes, elle reçoit des médailles et même une médaille d'or à Milan.
À partir des années 1900, Elisabeth Boehm crée des cartes postales qui sont imprimées avec de grands tirages et rééditées de nombreuses fois. Dans les années 1910, elle collabore avec l'éditeur Wolf pour sa série Mon premier livre. Dans la décennie 1890-1900, elle s'essaye à la peinture sur verre et sur porcelaine : certaines œuvres sont présentées à l'exposition internationale de Chicago en 1893, à l'exposition de Nijni Novgorod en 1896 ou à l'exposition universelle de Paris en 1900, ce dont témoignent des articles dans la presse française qui précisent qu'elles ont été remarquées par le président de la république Émile Loubet.
Veuve en 1904, elle travaille moins et souffre de quelques maux. Elle meurt en 1914 une semaine avant le déclenchement de la Première Guerre mondiale et n'a pas vu son monde disparaître. Elle est enterrée auprès de son mari au cimetière de Novodievitchi (Saint-Pétersbourg).
Son Alphabet est réédité plusieurs fois après sa mort (notamment dans les milieux de l'émigration russe blanche en Europe) et dernièrement à Kiev en 2013.

## Illustrations

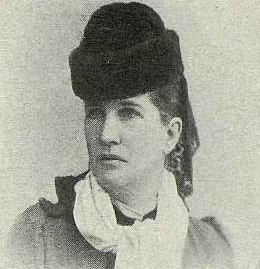
Photographie d'Elisabeth Boehm
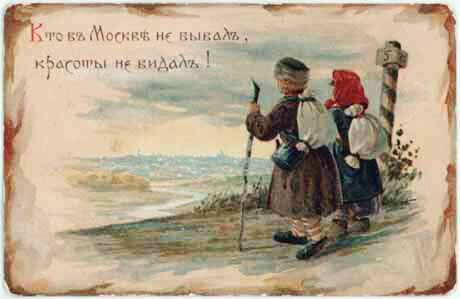
Carte postale: «Кто в Москве не бывал, красоты не видал!» Qui n'est pas allé à Moscou, n'a rien vu de beau !
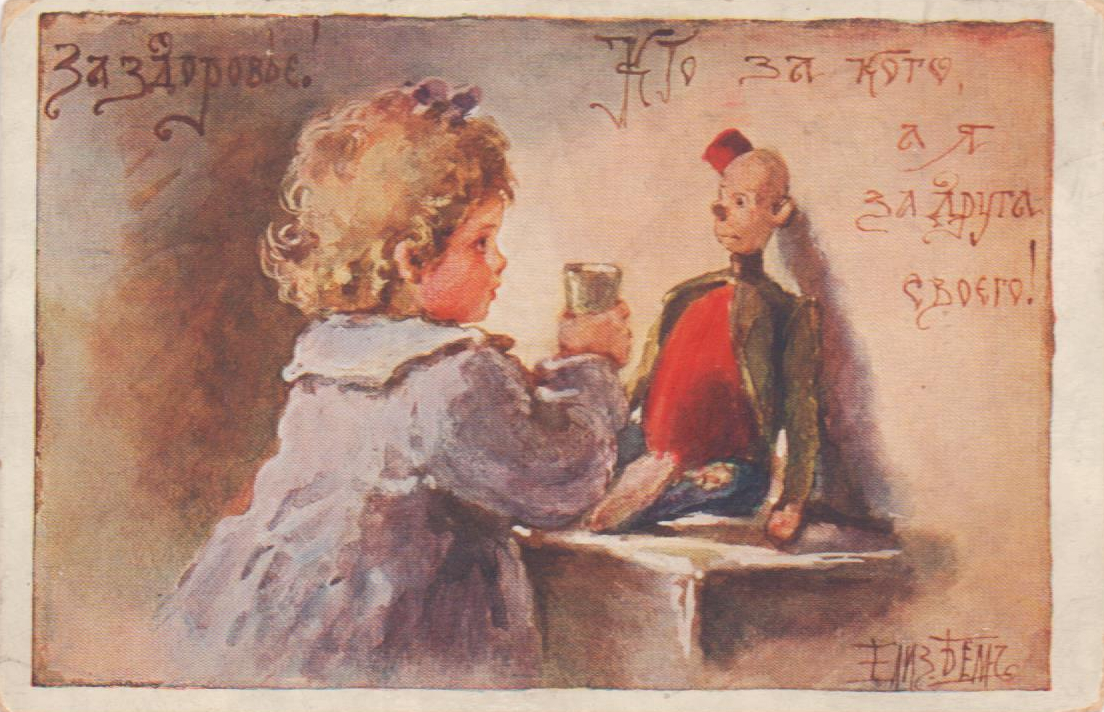
Carte postale: «Кто за кого, а я за друга своего!» Qui est pour qui? Moi, je suis pour mon ami !
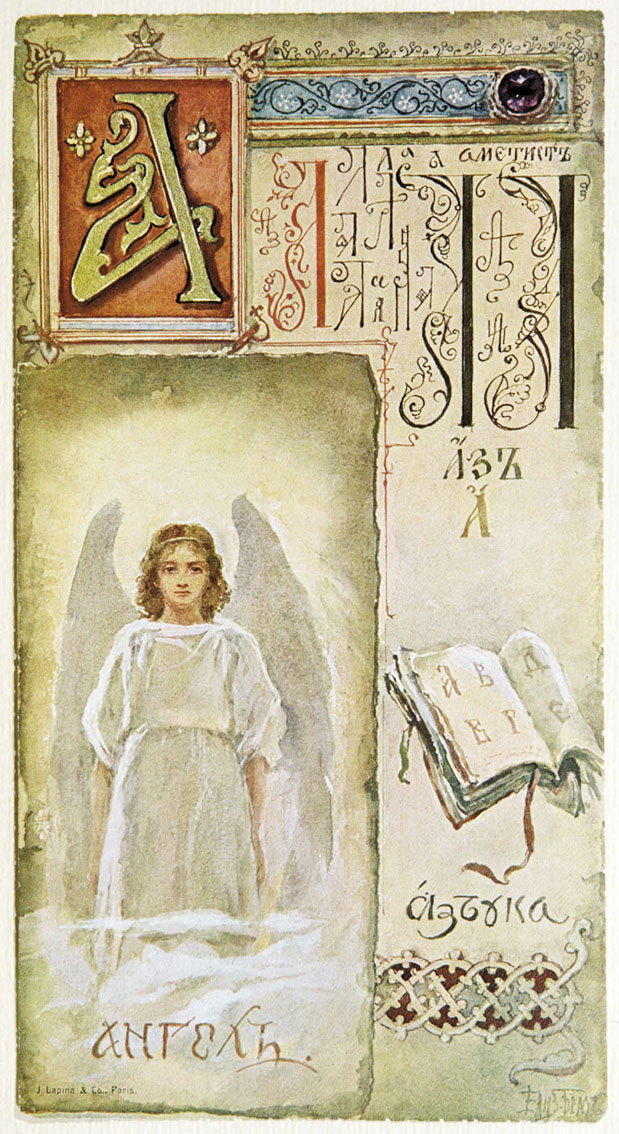
Page de l'Alphabet cyrillique avec la lettre A pour ange (Anguel en russe)
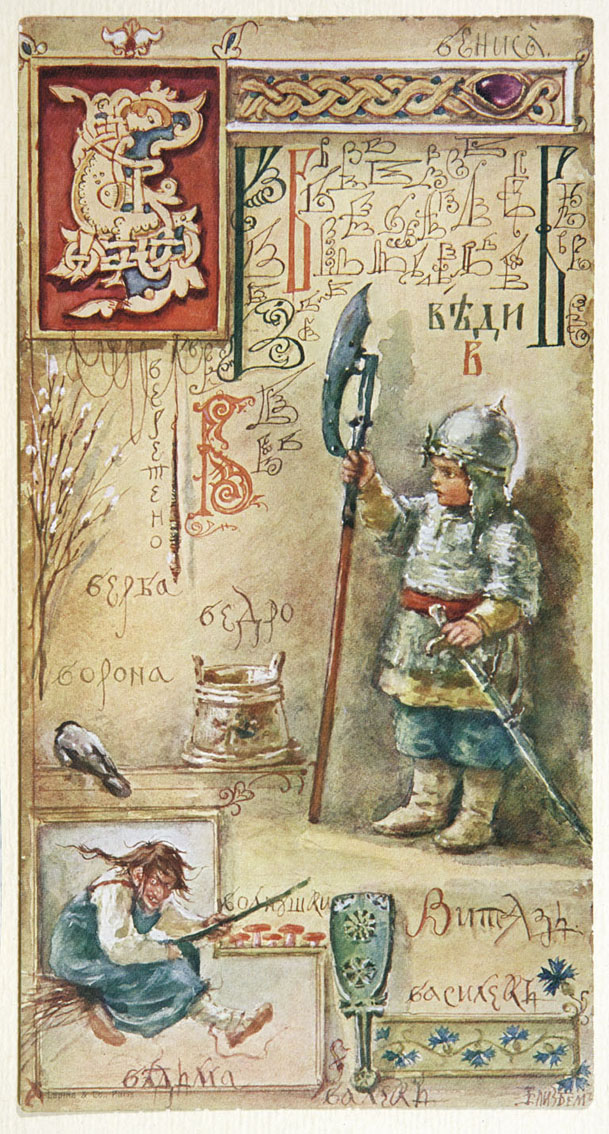
Page de l'Alphabet cyrillique avec la lettre B (vidi - j'ai vu, de Veni, vidi, vici), prononcée "V"

## Source
- (ru) Cet article est partiellement ou en totalité issu de l’article de Wikipédia en russe intitulé « Бём, Елизавета Меркурьевна » (voir la liste des auteurs).